# دافني هلوموكا
دافني هلوموكا (بالإنجليزية: Daphney Hlomuka)‏ (1949 – 1 أكتوبر 2008)، كانت مُمثلة جنوب أفريقية.

## روابط خارجية
دافني هلوموكا على موقع IMDb (الإنجليزية)
- دافني هلوموكا على موقع قاعدة بيانات الفيلم (الإنجليزية)